# Amagansett (Nova Iorque)
Amagansett é uma Região censo-designada localizada no estado americano de Nova Iorque, no Condado de Suffolk.

## Demografia
Segundo o censo americano de 2000, a sua população era de 1.067 habitantes.

## Geografia
De acordo com o United States Census Bureau tem uma área de 20,8 km², dos quais 16,3 km² cobertos por terra e 4,5 km² cobertos por água.

## Localidades na vizinhança
O diagrama seguinte representa as localidades num raio de oito km ao redor de Amagansett. 